# Beiwucha (köpinghuvudort i Kina, Xinjiang Uygur Zizhiqu, lat 44,53, long 86,32)
Beiwucha (kinesiska: 北五岔, 北五岔镇) är en köpinghuvudort i Kina. Den ligger i den autonoma regionen Xinjiang, i den nordvästra delen av landet, omkring 130 kilometer nordväst om regionhuvudstaden Ürümqi. Antalet invånare är 6 736. Befolkningen består av 3 175 kvinnor och 3 561 män. Barn under 15 år utgör 14,0 %, vuxna 15-64 år 76 %, och äldre över 65 år 9,0 %.
Runt Beiwucha är det glesbefolkat, med 17 invånare per kvadratkilometer. Trakten runt Beiwucha består i huvudsak av gräsmarker.
Genomsnittlig årsnederbörd är 252 millimeter. Den regnigaste månaden är november, med i genomsnitt 43 mm nederbörd, och den torraste är januari, med 9 mm nederbörd.